# Lawrence Watt-Evans
Lawrence Watt-Evans (* 26. Juli 1954 in Arlington, Massachusetts) ist ein US-amerikanischer Science-Fiction- und Fantasy-Schriftsteller. Der Name ist ein Pseudonym. Der wirkliche Name des Autors ist Lawrence Watt Evans, ein weiteres Pseudonym, das er hauptsächlich für seine Science-Fiction-Veröffentlichungen benutzt, ist Nathan Archer. Als viertes von sechs Kindern schrieb er bereits im Alter von acht Jahren seine ersten Geschichten.

## Biografie
Nachdem er die Bedford High School abgeschlossen hatte, schrieb er sich in die Princeton University ein, schloss aber ohne akademischen Titel ab. Wegen der Regularien der Universität Princeton konnte er sich für ein Jahr nicht mehr einschreiben. Watt Evans nutzte die Zeit sich ernsthaft mit der Schriftstellerei zu beschäftigen. Allerdings konnte er keines seiner Werke an einen Verlag verkaufen. Bis er 1979 The Lure of the Basilisk schrieb und das Werk 1980 veröffentlicht wurde. Im Anschluss widmete er sich ausschließlich seiner Arbeit als Schriftsteller.
Obwohl er die ersten Werke unter seinem richtigen Namen veröffentlichte, benutzte er für seinen ersten Roman ein Pseudonym. Es war sein Lektor Lester del Rey, der Watts’ Namen den Bindestrich hinzufügte und so entstand das Pseudonym Lawrence Watt-Evans. Hintergrund war, dass Evans eine Verwechselung mit einem zeitgenössischen Sachbuchautor, Lawrence Evans, verhindern wollte. So setzte del Rey den Bindestrich ein und kommentierte es mit „to make it more distinctive“, in etwa: „Um den Namen unverwechselbarer zu machen.“
Zwischen 1994 und 1996 war Evans Präsident der Horror Writers Association. Zeitgleich war er „Eastern Regional Director and treasurer“ der Science Fiction and Fantasy Writers of America. Von 1995 bis 1997 war er gleichberechtigter Partner des Drehbuchautors Terry Rossio, die gemeinsam unter dem Namen Malicious Press firmierten und das Magazin Deathrealm mit dem Redakteur Stephen Mark Rainey herausbrachten. Ebenso zeichnete er für das Webzine Helix SF verantwortlich, das zehn Quartale lang herausgegeben wurde.
Im April des Jahres 2005 machte Watt-Evans bekannt, dass die ersten Entwürfe seines Romans The Spriggan Mirror online gestellt werden. Er benutzte dabei eine modifizierte Version des Street Performer Protocols. Im Laufe der Zeit vollendete er den Roman und veröffentlichte ihn auf seiner Website.
Eine überarbeitete Version des Romans wurde im Anschluss kommerziell vermarktet. Sie erschien sowohl elektronisch als auch in Papierform und die bisherige kostenfreie Version wurde von den Servern genommen. Nach dieser Methode veröffentlichte Watt-Evans im Laufe der Zeit mehrere online Fortsetzungsromane: The Vondish Ambassador 2007, Realms of Light gestartet im November 2008 (sein einziger Fortsetzungsroman der nicht zum Ethshar-Zyklus gehört). Im Juni 2010 stellte er den ersten Teil von The Final Calling online (später unter dem Namen The Unwelcome Warlock veröffentlicht). 2012 folgte dann der fünfte Fortsetzungsroman mit The Sorcerer’s Widow.
Im Juni 2013 startete Watt-Evans eine Crowdfunding-Kampagne für seinen bis dato unveröffentlichten Science-Fiction-Roman Vika’s Avenger, dieser Roman hat keinen Bezug zu seinen bisherigen Werken. Im Juli desselben Jahres startete sein sechster Ethsar-Fortsetzungsroman Ishta’s Companion.

## Auszeichnungen
- 1988 Hugo-Award für Why I Left Harry’s All-Night Hamburgers – Warum ich Harrys nachts durchgehend geöffnetes Hamburger-Lokal verließ – in der Kategorie Beste Kurzgeschichte[2]
- 1988: Asimov’s Reader Poll – Why I Left Harry’s All-Night Hamburgers
- 1990: Asimov’s Reader Poll für Windwagon Smith and the Martians

## Werke (Auszug)

### Fantasy

#### Die Herren von Dûs / Lords of Dûs
- The Lure of the Basilisk, Del Rey / Ballantine 1980, ISBN 0-345-28624-3
  - Der Blick des Basilisken, Heyne 1987, Übersetzer Jürgen Langowski, ISBN 3-453-00447-7
- The Seven Altars of Dûsarra, Del Rey / Ballantine 1981, ISBN 0-345-29264-2
  - Die sieben Altäre von Dûsarra, Heyne 1987, Übersetzer Joachim Pente, ISBN 3-453-00448-5
- The Sword of Bheleu, Del Rey / Ballantine 1983, ISBN 0-345-30777-1
  - Das Schwert des Bheleu, Heyne 1988, Übersetzer Joachim Pente, ISBN 3-453-00998-3
- The Book of Silence, Del Rey / Ballantine 1984, ISBN 0-345-30880-8
  - Das Buch der Stille, Heyne 1988, Übersetzer Joachim Pente, ISBN 3-453-01019-1

#### Three Worlds / World of Shadow
- Out of This World, Del Rey / Ballantine 1994, ISBN 0-345-37245-X
- In the Empire of Shadow, Del Rey / Ballantine 1995, ISBN 0-345-37246-8
- The Reign of the Brown Magician, Del Rey / Ballantine 1996, ISBN 0-345-37247-6

#### Die Obsidian-Chroniken / The Obsidian Chronicles
Alle übersetzt von Rainer Zubeil.
- Dragon Weather, Tor 1999, ISBN 0-312-86978-9
  - Sommer der Drachen, Droemer Knaur 2000, ISBN 3-426-70164-2
- The Dragon Society, Tor 2001, ISBN 0-7653-0007-9
  - Der Drachenorden, Droemer Knaur 2002, ISBN 3-426-70166-9
  - Angriff der Drachen, Droemer Knaur 2002, ISBN 3-426-70167-7
- Dragon Venom, Tor 2003, ISBN 0-7653-0279-9

#### Legends of Ethshar
- The Misenchanted Sword, Del Rey / Ballantine 1985, ISBN 0-345-31822-6
  - Das verhexte Schwert, Heyne 1989, Übersetzer Joachim Pente, ISBN 3-453-03166-0
- With a Single Spell, Del Rey / Ballantine 1987, ISBN 0-345-32616-4
- The Unwilling Warlord, Del Rey / Ballantine 1989, ISBN 0-345-35413-3
- The Blood of a Dragon, Del Rey / Ballantine 1991, ISBN 0-345-36410-4
- Taking Flight, Del Rey / Ballantine 1993, ISBN 0-345-37715-X
- The Spell of the Black Dagger, Del Rey / Ballantine 1993, ISBN 0-345-37712-5
- Night of Madness, Tor 2000, ISBN 0-312-87368-9
- Ithanalin’s Restoration, Tor 2002, ISBN 0-7653-0012-5
- The Spriggan Mirror, Wildside Press 2006, ISBN 0-8095-5672-3
- The Vondish Ambassador, Misenchanted Press 2007, ISBN 1-4344-0190-1
- The Unwelcome Warlock, Wildside Press 2012, ISBN 978-1-4344-4995-5
- The Sorcerer’s Widow, Wildside Press 2013, ISBN 978-1-4344-4380-9
- Relics of War, Wildside Press 2014, ISBN 978-1-4794-0464-3
- Stone Unturned, Wildside Press 2018, ISBN 978-1-4794-3657-6

#### Ethshar-Kurzgeschichten
- Portrait of a Hero
- The Guardswoman
- Sirinita’s Dragon
- The Bloodstone
- Night Flight
- Weaving Spells
- Ingredients
- The God in Red

#### The Annals of the Chosen
- The Wizard Lord, Tor 2006, ISBN 0-7653-1026-0
- The Ninth Talisman, Tor 2007, ISBN 0-7653-1027-9
- The Summer Palace, Tor 2008, ISBN 978-0-7653-1028-6

#### Anrel Murau / The Fall of the Sorcerers
- A Young Man Without Magic, Tor 2009, ISBN 978-0-7653-2279-1
- Above His Proper Station, Tor 2010, ISBN 978-0-7653-2280-7

#### Fantasy ohne Zyklen
- The Rebirth of Wonder, Wildside Press 1992, ISBN 1-880448-05-X
- Split Heirs, Tor 1993, ISBN 0-312-85320-3 (mit Esther Friesner)
  - Das schwarze Wiesel oder der Erben drei verderben den Brei, Bastei Lübbe 1997, Übersetzer Dietmar Schmidt, ISBN 3-404-20316-X
- Touched by the Gods, Tor 1997, ISBN 0-312-86060-9

### Science-Fiction

#### War Surplus
- The Cyborg and the Sorcerers, Del Rey / Ballantine 1982, ISBN 0-345-30441-1
- The Wizard and the War Machine, Del Rey / Ballantine 1987, ISBN 0-345-33459-0

#### Star-Trek-Romane
- Voyager: Ragnarok, Pocket Books 1995, ISBN 0-671-52044-X (als Nathan Archer)
  - Ragnarök, Heyne 1996, Übersetzer Harald Pusch, ISBN 3-453-09471-9
- Deep Space Nine: Valhalla, Pocket Books 1995, ISBN 0-671-88115-9 (als Nathan Archer)
  - Walhalla, Heyne 1996, Übersetzer Harald Pusch, ISBN 3-453-10945-7

#### Shining Steel Universe
- Shining Steel, Avon 1986, ISBN 0-380-89671-0
- Denner's Wreck, Avon 1988, ISBN 0-380-75250-6

##### Carlisle Hsing
- Nightside City, Del Rey / Ballantine 1989, ISBN 0-345-35944-5
- Realms of Light, FoxAcre Press 2010, ISBN 978-0-9818487-7-8

#### The Adventures of Tom Derringer
- Tom Derringer and the Aluminum Airship, Misenchanted Press 2014, ISBN 978-1-61991-009-6
- Tom Derringer in the Tunnels of Terror, Misenchanted Press 2017, ISBN 978-1-61991-024-9

#### Science-Fiction ohne Zyklen
- The Chromosomal Code, Avon 1984, ISBN 0-380-87205-6
- The Spartacus File, Wildside Press 2005, ISBN 0-8095-5626-X (mit Carl Parlagreco)
- Spider-Man: Goblin Moon, Putnam Boulevard 1999, ISBN 0-399-14512-5 (als Nathan Archer, mit Kurt Busiek)
- Mars Attacks: Martian Deathtrap, Del Rey / Ballantine 1996, ISBN 0-345-40495-5 (as Nathan Archer)
- Predator: Concrete Jungle, Bantam Spectra 1995, ISBN 0-553-56557-5 (als Nathan Archer)
- Predator: Cold War, Bantam Spectra 1997, ISBN 0-553-57493-0 (als Nathan Archer)
- Vika's Avenger, Misenchanted Press 2013, ISBN 978-1-61991-006-5

### Horror
- Nightmare People, Onyx / New American Library 1990, ISBN 0-451-40203-0
- One-Eyed Jack, CreateSpace 2011, ISBN 978-1-4662-9153-9